# Nomia ferruginipes
Nomia ferruginipes är en biart som beskrevs av Cockerell 1947. Nomia ferruginipes ingår i släktet Nomia och familjen vägbin. Inga underarter finns listade i Catalogue of Life.